# Wydział Techniczny Akademii im. Jakuba z Paradyża w Gorzowie Wielkopolskim
Wydział Techniczny Akademii im. Jakuba z Paradyża w Gorzowie Wielkopolskim – jeden z czterech wydziałów Akademii im. Jakuba z Paradyża w Gorzowie Wielkopolskim, powstały w 2014 w wyniku przekształcenia dotychczasowego Instytutu Technicznego (założonego w 2009). Kształci studentów na czterech podstawowych kierunkach, na studiach stacjonarnych oraz niestacjonarnych.
W ramach wydziału znajdują się 3 zakłady. Aktualnie zatrudnionych jest 20 pracowników naukowo-dydaktycznych (z czego 3 z tytułem profesora, 3 doktora habilitowanego i 14 doktora). Jego siedziba znajduje się przy ul. Fryderyka Chopina 52 w Gorzowie Wielkopolskim.

## Władze
- Dziekan: dr Andrzej Kuciński
- Prodziekan: dr Rafał Różański

## Poczet dziekanów
Instytut Techniczny
- 2009–2014: dr hab. Małgorzata Łatuszyńska

Wydział Techniczny
- od 2014: dr Andrzej Kuciński

## Kierunki kształcenia
Wydział Techniczny prowadzi następujące kierunki i specjalności studiów pierwszego stopnia, na których nauka trwa 3,5 roku, a ich absolwent otrzymuje tytuł zawodowy inżyniera:
- informatyka
  - technologie multimedialne
  - technologie internetowe
  - mikroprocesorowe systemy sterowania
- mechanika i budowa maszyn
  - inżynierskie zastosowania komputerów
  - urządzenia i systemy mechatroniczne
  - inwestycje i wdrożenia przemysłowe
- inżynieria bezpieczeństwa
  - bezpieczeństwo systemów informatycznych
  - bezpieczeństwo maszyn, urządzeń i systemów przemysłowych
- energetyka
  - elektroenergetyka,
  - odnawialne źródła energii

## Struktura organizacyjna
W skład wydziału wchodzą 3 zakłady: Zakład Mechaniki i Budowy Maszyn, Zakład Metod Matematycznych i Zastosowań Informatycznych oraz Zakład Systemów Informatycznych i Sieci Komputerowych.